# (3376) Armandhammer
(3376) Armandhammer – planetoida z pasa głównego asteroid okrążająca Słońce w ciągu 3 lat i 220 dni w średniej odległości 2,35 j.a. Została odkryta 21 października 1982 roku w Krymskim Obserwatorium Astrofizycznym w Naucznym na Krymie przez Ludmiłę Żurawlową. Nazwa planetoidy pochodzi od Armanda Hammera (1898-1990), amerykańskiego biznesmena działającego w Związku Radzieckim. Przed nadaniem nazwy planetoida nosiła oznaczenie tymczasowe (3376) 1982 UJ8.